# 湯梨浜町立東郷中学校
湯梨浜町立東郷中学校（ゆりはまちょうりつ とうごうちゅうがっこう）は、かつて鳥取県東伯郡湯梨浜町久見にあった公立中学校。
2019年に湯梨浜町立北溟中学校と統合。湯梨浜町立湯梨浜中学校に移行した。

## 沿革
- 1947年（昭和22年）
  - 4月29日 - 東郷・松崎・舎人三村学校組合立東郷中学校設立、東郷実科専修学校と東郷小学校の教室を借用[2][3]。
  - 6月1日 - 校章制定。
- 1948年（昭和23年）8月 - 新校舎完成、全生徒を収容。
- 1950年（昭和25年）11月 - 体育館完成。
- 1951年（昭和26年）3月 - 東郷村と松崎村が合併し町制施行し東郷松崎町発足に伴い、東郷松崎町・舎人村学校組合立東郷中学校と改称。
- 1953年（昭和28年）4月1日 - 東郷松崎町・舎人村・花見村が合併し東郷町発足に伴い、東郷町立東郷中学校と改称。
- 1960年（昭和35年）12月31日 - 倉吉市立河北中学校より旧花見村の校区を編入。
- 1976年（昭和51年）3月19日 - 鉄筋3階建て新校舎落成。
- 1979年（昭和54年）1月9日 - 増築新校舎落成。
- 2004年（平成16年）10月1日 - 東郷町・羽合町・泊村が合併し湯梨浜町発足に伴い、湯梨浜町立東郷中学校と改称。
- 2019年（平成31年）3月31日 - 北溟中学校との統合により閉校。

## 部活動
- 野球部
- バレーボール部
- 卓球部
- バスケット部
- ソフトテニス部
- 吹奏楽部
- 美術部
- 陸上部
- 駅伝部

## 学校行事
| - 4月 - 始業式 入学式 遠足（2年） セカンドスクール（1年） 家庭訪問 研修旅行（3年） - 5月 - 中間テスト 激励会 大山登山（2年） - 6月 | - 7月 - 期末テスト 三者懇談 終業式 夏休み - 8月 - 職場体験（ふれあい東郷 2年生） 始業式 - 9月 - 梨郷祭第一章（運動会） | - 10月 - 中間テスト 新人戦 - 11月 - 梨郷祭第二章（文化祭） 三者懇談 - 12月 - 期末テスト 生徒会選挙 終業式 冬休み | - 1月 - 始業式 - 2月 - 3月 - 学年末テスト 同窓会入会式（3年生） 卒業式 春休み |

## 校区
- 湯梨浜町立東郷小学校

## 校区内の主な施設
- 東郷温泉
- 湯梨浜学園中学校・高等学校

## アクセス
- JR山陰本線松崎駅より1km